# Tadeja Majerič
Tadeja Majerič (Maribor, 31 agosto 1990) è un'ex tennista slovena.

## Carriera
Tadeja Majerič ha iniziato a giocare a tennis all'età di 5 anni. Attualmente si allena in Svizzera e considera la sua superficie preferita il cemento.
Nella sua breve carriera junior ha vinto un totale di 20 partite in singolare e perdendone 11, mentre in doppio ha conquistato 19 vittorie e 11 sconfitte.
Ha vinto 9 titoli in singolare e 6 in doppio nel circuito ITF.
Passata al professionismo, ha giocato per la Fed Cup nel team sloveno in tre occasioni. La prima fu nel 2007 nel Group I Europe/Africa Round Robin, dove in coppia con Polona Hercog, batterono le estoni Kaasik/Ruutel. Nello stesso anno, perse senza nemmeno vincere un game contro la Svizzera di Emmanuelle Gagliardi. Nel 2010, batté insieme a Maša Zec Peškirič il Giappone di Fujiwara/Sema e rimasero nel World Group II.
Nel febbraio 2013, ha debuttato in un main draw del circuito WTA al Qatar Total Open, dove riesce a qualificarsi, ma deve cedere alla taipeana Hsieh Su-wei al primo turno in due set. Al Budapest Grand Prix 2013 ha perso al primo turno contro la giovane tedesca Annika Beck. Al Gastein Ladies 2013 perde ancora al primo turno contro la specialista Estrella Cabeza Candela. Alla Baku Cup 2013 ha raggiunto per la prima volta in carriera i quarti di finale ad un evento WTA, battendo le ceche Karolína Plíšková e Tereza Martincová, e perdendo poi dall'israeliana Shahar Peer.

## Statistiche ITF

### Singolare

#### Vittorie (9)
| Torneo $100.000 (0) |
| Torneo $80.000 (0)  |
| Torneo $75.000 (0)  |
| Torneo $60.000 (0)  |
| Torneo $50.000 (0)  |
| Torneo $25.000 (8)  |
| Torneo $15.000 (0)  |
| Torneo $10.000 (1)  |

| N. | Data             | Torneo                                                             | Superficie  | Avversaria                | Punteggio     |
| 1. | 2 settembre 2007 | Palić Open, Palić                                                  | Terra rossa | Biljana Pawlowa-Dimitrova | 6-2, 6-2      |
| 2. | 17 maggio 2009   | Bupati Bulungan Women's Open, Tanjung Selor                        | Cemento (i) | Nudnida Luangnam          | 6-3, 7-5      |
| 3. | 23 gennaio 2011  | ITF Women's $25,000 tennis Tournament Muzaffarnagar, Muzaffarnagar | Erba        | Zheng Saisai              | 6-2, 5-7, 6-2 |
| 4. | 30 dicembre 2012 | LIC ITF Women's Tennis Championships, Pune                         | Cemento     | Başak Eraydın             | 6-2, 6-4      |
| 5. | 13 gennaio 2013  | Innisbrook Women's Open, Innisbrook                                | Terra verde | Ajla Tomljanović          | 6-2, 6-3      |
| 6. | 5 maggio 2013    | Copa FVT, Caracas                                                  | Cemento     | Adriana Pérez             | 1-6, 6-3, 7-5 |
| 7. | 19 ottobre 2013  | Governor's Cup Lagos, Lagos                                        | Cemento     | Dalila Jakupović          | 7-5, 7-5      |
| 8. | 16 gennaio 2016  | Aurangabad Open, Aurangabad                                        | Terra rossa | Valerija Strakhova        | 6-4, 6-3      |
| 9. | 15 ottobre 2016  | Governor's Cup Lagos, Lagos                                        | Cemento     | Conny Perrin              | 3-6, 6-1, 6-1 |

#### Sconfitte (12)
| Torneo $100.000 (0) |
| Torneo $80.000 (0)  |
| Torneo $75.000 (0)  |
| Torneo $60.000 (0)  |
| Torneo $50.000 (1)  |
| Torneo $25.000 (10) |
| Torneo $15.000 (0)  |
| Torneo $10.000 (1)  |

| N.  | Data             | Torneo                                               | Superficie  | Avversaria              | Punteggio        |
| 1.  | 21 maggio 2006   | Zaton Open, Zara                                     | Terra rossa | Ani Mijačika            | 1-6, 5-7         |
| 2.  | 7 febbraio 2010  | Women's Childhelp Desert Classic, Rancho Mirage      | Cemento     | Olivia Sanchez          | 5-7, 0-6         |
| 3.  | 19 giugno 2011   | Astana Womens, Astana                                | Cemento     | Tímea Babos             | 0-6, 2-6         |
| 4.  | 10 giugno 2012   | Karshi Womens, Karshi                                | Cemento     | Nâdiya Kičenok          | 3-6, 6(3)-7      |
| 5.  | 20 gennaio 2013  | Tesoro Women's Challenge, Port St. Lucie             | Terra verde | Sharon Fichman          | 3-6, 2-6         |
| 6.  | 16 giugno 2013   | AEGON Trophy, Nottingham                             | Erba        | Elena Baltacha          | 5-7, 6(7)-7      |
| 7.  | 15 novembre 2014 | CCI ITF Women's US $25,000 Tennis Tournament, Mumbai | Cemento     | Marina Mel'nikova       | 2-6, 6(4)-7      |
| 8.  | 21 febbraio 2015 | Delhi Open, New Delhi                                | Cemento     | Magda Linette           | 1-6, 1-6         |
| 9.  | 12 dicembre 2015 | Governor's Cup Lagos, Lagos                          | Cemento     | Tessah Andrianjafitrimo | 3-6, 7-5, 4-6    |
| 10. | 19 dicembre 2015 | Governor's Cup Lagos, Lagos                          | Cemento     | Conny Perrin            | 6-3, 4-6, 6(6)-7 |
| 11. | 2 luglio 2016    | Bella Cup, Toruń                                     | Terra rossa | Isabella Šinikova       | 5-7, 6-4, 2-6    |
| 12. | 22 ottobre 2016  | Governor's Cup Lagos, Lagos                          | Cemento     | Conny Perrin            | 3-6, 3-6         |

### Doppio

#### Vittorie (6)
| Torneo $100.000 (0) |
| Torneo $80.000 (0)  |
| Torneo $75.000 (0)  |
| Torneo $60.000 (0)  |
| Torneo $50.000 (1)  |
| Torneo $25.000 (5)  |
| Torneo $15.000 (0)  |
| Torneo $10.000 (0)  |

| N. | Data              | Torneo                                     | Superficie  | Compagna               | Avversarie                       | Punteggio        |
| 1. | 6 giugno 2010     | Infond Open, Maribor                       | Terra rossa | Andreja Klepač         | Aleksandra Panova Ksenija Pervak | 6-3, 7-6(6)      |
| 2. | 24 luglio 2011    | Yesilyurt Tennis Cup, Samsun               | Cemento     | Mihaela Buzărnescu     | Çağla Büyükakçay Pemra Özgen     | 6-1, 6-4         |
| 3. | 30 dicembre 2012  | LIC ITF Women's Tennis Championships, Pune | Cemento     | Conny Perrin           | Lu Jiajing Lu Jiaxiang           | 3-6, 7-5, [10-6] |
| 4. | 21 giugno 2015    | Fergana Challenger, Fergana                | Cemento     | Sharrmadaa Baluu       | Vlada Ekshibarova Natasha Palha  | 7-5, 6-3         |
| 5. | 19 settembre 2015 | Internacional Femenil Monterrey, Monterrey | Cemento     | Conny Perrin           | Alexa Guarachi Hsu Chien-yu      | 7-5, 6-3         |
| 6. | 26 giugno 2016    | Lenzerheide Open, Lenzerheide              | Terra rossa | Aleksandrina Najdenova | Irina Maria Bara Elyne Boeykens  | 7–5, 1–6, [10–8] |

#### Sconfitte (10)
| Torneo $100.000 (0) |
| Torneo $80.000 (0)  |
| Torneo $75.000 (0)  |
| Torneo $60.000 (0)  |
| Torneo $50.000 (2)  |
| Torneo $25.000 (8)  |
| Torneo $15.000 (0)  |
| Torneo $10.000 (0)  |

| N.  | Data             | Torneo                         | Superficie  | Compagna               | Avversarie                             | Punteggio        |
| 1.  | 4 maggio 2008    | Makarska Ladies Open, Macarsca | Terra rossa | Maša Zec Peškirič      | Polona Hercog Stephanie Vogt           | 5-7, 2-6         |
| 2.  | 20 luglio 2008   | Zwevegem Ladies Open, Zwevegem | Terra rossa | Iveta Gerlová          | Danielle Harmsen Kim Kilsdonk          | 4-6, 2-6         |
| 3.  | 23 agosto 2008   | Multisport Cup, Mosca          | Terra rossa | Natalia Ryzhonkova     | Vitalija D'jačenko Eugenija Paškova    | 0-6, 1-6         |
| 4.  | 22 ottobre 2011  | Governor's Cup Lagos, Lagos    | Cemento     | Aleksandrina Najdenova | Nina Bratčikova Melanie Klaffner       | 5-7, 7-5, [6-10] |
| 5.  | 24 marzo 2012    | QNet ITF Open, Bangalore       | Cemento     | Anja Prislan           | Tamaryn Hendler Melanie Klaffner       | 2-6, 6-4, [6-10] |
| 6.  | 20 luglio 2012   | Internazionali di Imola, Imola | Sintetico   | Marina Mel'nikova      | Alice Balducci Federica Di Sarra       | w/o              |
| 7.  | 2 settembre 2012 | Mamaia Idu Trophy, Mamaia      | Terra rossa | Danka Kovinić          | Elena Bogdan Ioana Raluca Olaru        | 6(4)-7, 3-6      |
| 8.  | 10 novembre 2013 | Kemer Cup, Istanbul            | Cemento (i) | Andreea Mitu           | Nigina Abduraimova Maria Elena Camerin | 3-6, 6-2, [8-10] |
| 9.  | 19 dicembre 2015 | Governor's Cup Lagos, Lagos    | Cemento     | Conny Perrin           | Džulija Terzijska Prarthana Thombare   | 6-4, 3-6, [8-10] |
| 10. | 21 ottobre 2017  | Governor's Cup Lagos, Lagos    | Cemento     | Tiffany William        | Conny Perrin Valerija Strakhova        | 1-6, 2-6         |

## Risultati in progressione
| Sigla | Risultato               |
| ----- | ----------------------- |
| V     | Vincitore               |
| F     | Finalista               |
| SF    | Semifinalista           |
| O     | Oro olimpico            |
| A     | Argento olimpico        |
| SF    | Bronzo olimpico         |
| QF    | Quarti di Finale        |
| 4T    | Quarto turno            |
| 3T    | Terzo turno             |
| 2T    | Secondo turno           |
| 1T    | Primo turno             |
| RR    | Round Robin             |
| LQ    | Turno di qualificazione |
| A     | Assente                 |
| ND    | Non disputato           |

| Legenda superfici    |
| -------------------- |
| Cemento              |
| Terra battuta        |
| Erba                 |
| Superficie variabile |

### Singolare nei tornei del Grande Slam
| Torneo          | 2014 | 2015 | V--S |
| --------------- | ---- | ---- | ---- |
| Australian Open | 1T   | A    | 0-1  |
| Open di Francia | A    |      | 0-0  |
| Wimbledon       | A    |      | 0-0  |
| US Open         | A    |      | 0-0  |
| Totale          | 0-1  | 0-0  | 0-1  |

### Doppio nei tornei del Grande Slam
Nessuna partecipazione

### Doppio misto nei tornei del Grande Slam
Nessuna partecipazione